# Elektroneurografia

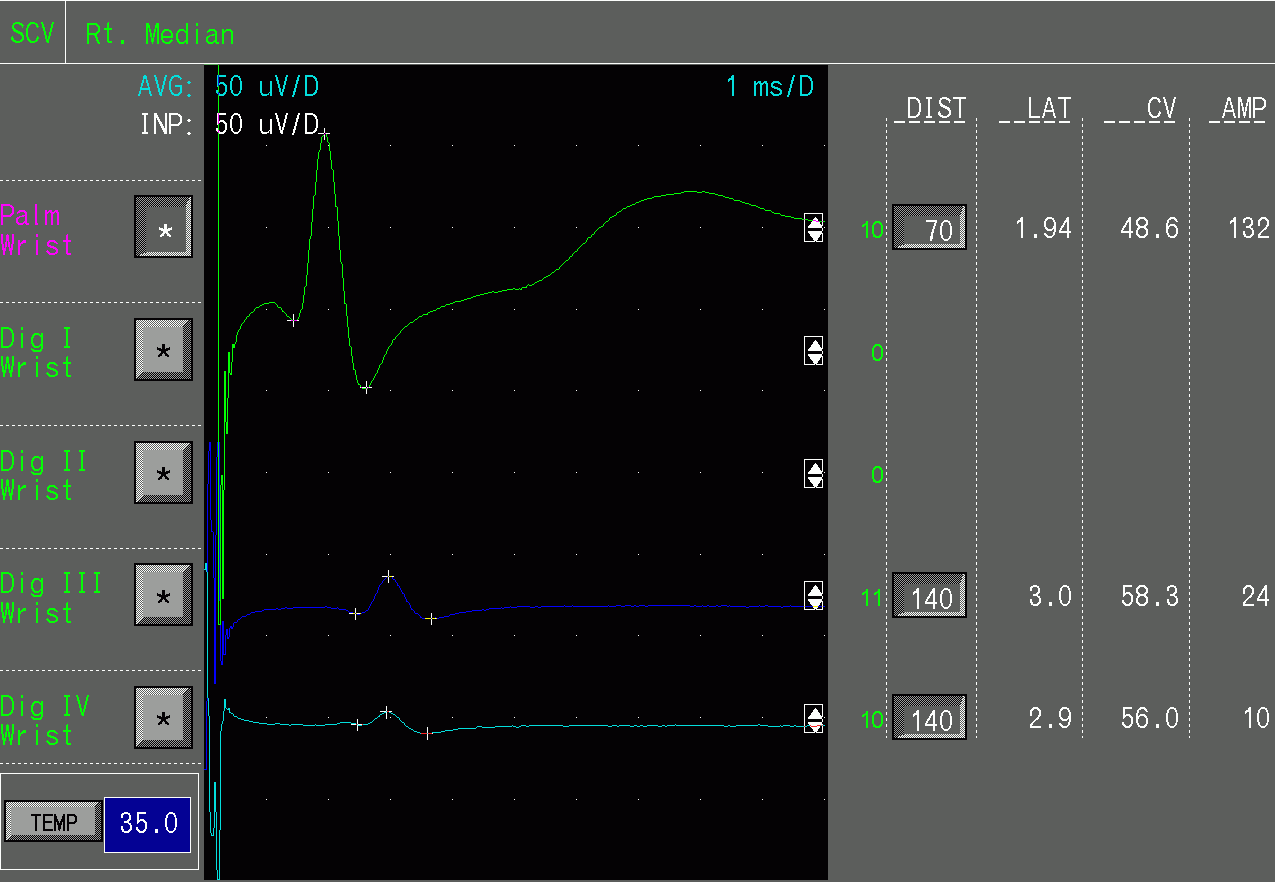
Elektroneurografia nerwu czuciowego – uśredniona odpowiedź czuciowa w prawym nerwie pośrodkowym.

Elektroneurografia (ang. nerve conduction study, NCS) – badanie dodatkowe stosowane często w neurologii w celu oceny nerwów obwodowych, a w szczególności ich właściwości elektrycznych: przewodnictwa impulsów wędrujących wzdłuż włókien czuciowych, ruchowych lub mieszanych.
Podczas badania elektroneurograficznego stosuje się stymulację badanego nerwu odpowiednią elektrodą oraz przeprowadza się rejestrację przewodzonego wzdłuż nerwu potencjału czynnościowego w innym, oddalonym nieco miejscu. W ten sposób można określić m.in. prędkość przewodzenia w danym nerwie. W wielu chorobach nerwów obwodowych dochodzi do zmniejszenia tej prędkości.
Do innych parametrów przewodnictwa w nerwie obwodowym należą także: amplituda odpowiedzi na stymulację, czas trwania potencjału w nerwie, latencja.